# Der Denver-Clan
Der Denver-Clan (Originaltitel: Dynasty) ist eine US-amerikanische Fernsehserie (1981–1989), die in der Stadt Denver im US-Bundesstaat Colorado spielt und den Kampf der fiktiven Ölfirmen Denver-Carrington und Colbyco um die Vorherrschaft auf dem Markt sowie den erbitterten Rachefeldzug von Alexis Colby gegen ihren Ex-Ehemann Blake Carrington schildert.

## Entstehung
Nach dem Erfolg der Fernsehserie Dallas beim amerikanischen Fernsehsender CBS, der 1978 den Trend zu Primetime-Soaps eingeleitet hatte, wurde Dynasty 1980 vom Sender ABC als Konkurrenz konzipiert und entwickelte sich zu einer der erfolgreichsten Produktionen der 1980er-Jahre. Die Serie machte die Hauptdarsteller John Forsythe, Linda Evans und Joan Collins weltweit bekannt.
Der Filmproduzent Aaron Spelling, bekannt für erfolgreiche Serien wie Starsky & Hutch, Drei Engel für Charlie und Hart aber herzlich, entschloss sich zur Umsetzung von Esther und Richard Shapiros Idee einer reichen und mächtigen Familie, die in einem 48-Zimmer-Anwesen in Denver lebt. Esther Shapiro gibt an, teilweise von dem Roman I, Claudius von Robert Graves inspiriert worden zu sein, einer fiktionalen Darstellung der Julisch-Claudischen Dynastie Römischer Imperatoren, mit Alexis als hinterhältiger Livia.

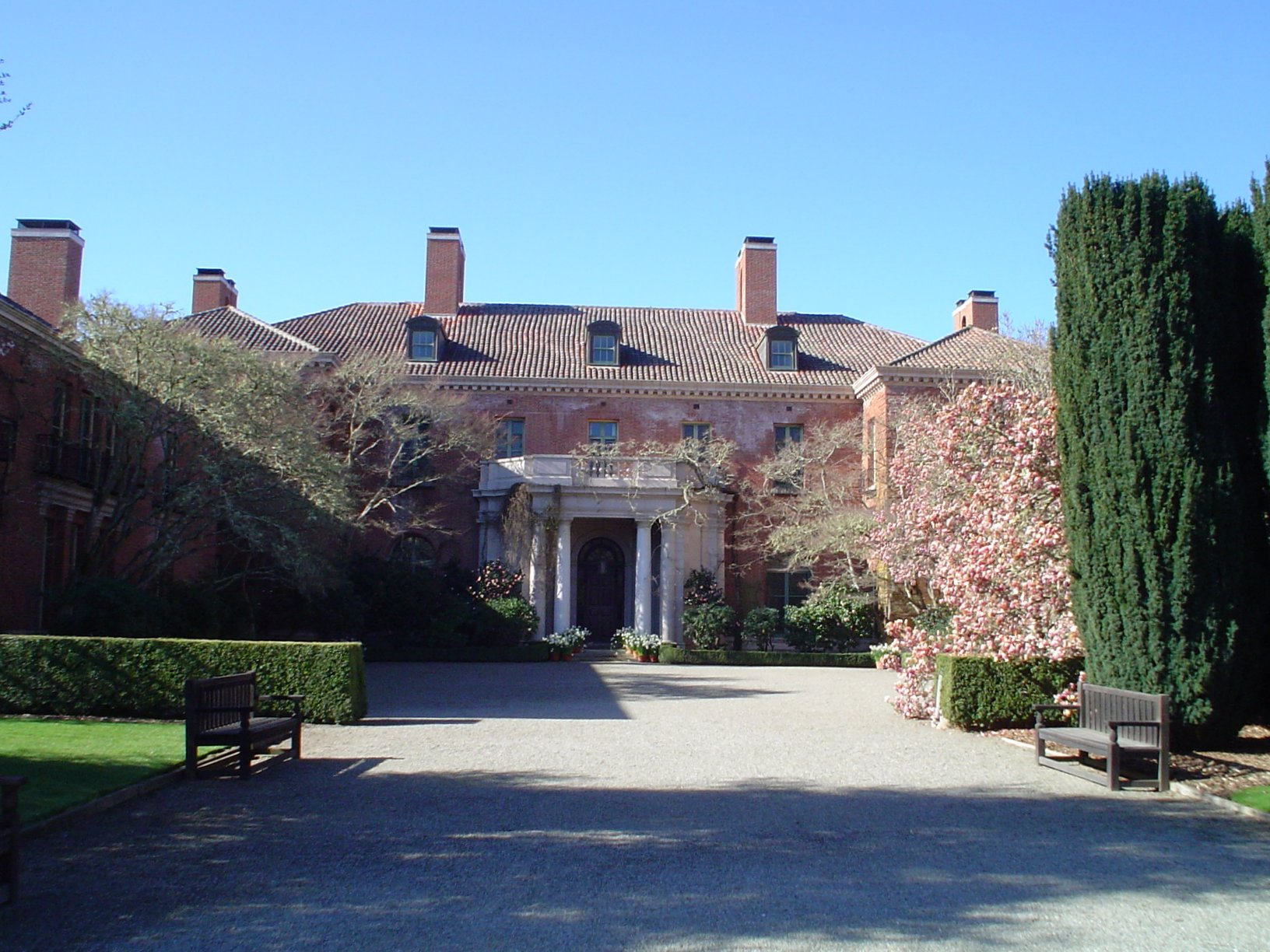
Villa Filoli in Woodside

Die Innenaufnahmen für die Serie wurden in Nachbauten der Räume der Villa Filoli in Woodside aufgenommen, einem Anwesen, das auch als Kulisse für viele andere Hollywood-Filme wie Der Himmel soll warten, Stigmata oder The Game diente. Für die Außenaufnahmen fand die Villa Arden in Los Angeles Verwendung.
Der Arbeitstitel der Serie lautete Oil, und die Nachnamen der Familien sollten Parkhurst und Corby lauten. Letztendlich entschied man sich jedoch für Dynasty und die Namen Carrington und Colby. Das Budget betrug rund 1,2 Millionen US-Dollar pro Folge und lag damit weit über dem des Konkurrenten Dallas, das pro Folge 700.000 US-Dollar betragen hatte.

## Handlung

### Der Anfang
Der mächtige Öl-Magnat Blake Carrington ist im Begriff, seine ehemalige Sekretärin Krystle Jennings zu heiraten. Ihr widerfährt eine frostige Begrüßung im Anwesen der Carringtons. Die Bediensteten bevormunden sie, und Blakes eigensinnige Tochter Fallon weist sie zurück. Obwohl Blake Krystle liebt, ist er zu sehr mit seinem Konzern Denver-Carrington beschäftigt und registriert Krystles missliche Lage nicht. Ihr einziger Vertrauter ist ihr Stiefsohn Steven. Dieser hat eine komplizierte Beziehung zu seinem Vater Blake, da er mit ihm unterschiedlicher Meinung in politischen Angelegenheiten ist und sich zudem weigert, in die Fußstapfen seines Vaters als Leiter des Carrington-Imperiums zu treten.
Währenddessen wird Fallon, die besser dafür geeignet wäre, Blakes Nachfolge anzutreten, von ihrem Vater nicht beachtet. Sie lenkt ihre überschüssige Energie in Liebschaften mit diversen Verehrern, einschließlich des Chauffeurs Michael Culhane. Am Ende der Pilotfolge wirft Steven seinem Vater unmoralische Geschäftspraktiken vor. Daraufhin explodiert Blake und eröffnet ihm, dass er von Stevens geheimgehaltener Homosexualität weiß und davon angewidert sei. Der Streit entzweit die beiden für lange Zeit.
Das Gegenteil der Carringtons sind die Blaisdels. Krystles Ex-Geliebter Matthew Blaisdel kündigt nach einem Auslandseinsatz seinen Job als Geologe bei Denver-Carrington, um mit dem Ölsucher Walter Lankershim eine eigene Firma zu eröffnen. Als Blakes Verhalten Krystle in Matthews Arme treibt, beginnen die beiden, geschäftliche und private Rivalen zu werden. Fallon macht einen geheimen Deal mit Blakes altem Freund und mächtigem Geschäftsrivalen Cecil Colby, indem sie dessen Neffen Jeff heiratet. Blake trifft zufällig auf Steven, als dieser gerade seinen Ex-Geliebten Ted Dinard umarmt. Blake stößt verärgert beide auseinander, dabei fällt Ted unglücklich und stirbt. Blake wird verhaftet und des Mordes angeklagt. Der aufgebrachte Steven sagt aus, dass Blake vorsätzlich gehandelt habe. Eine verschleierte Überraschungszeugin der Anklage erscheint im Staffelfinale Die letzte Zeugin vor Gericht, und Fallon erkennt sie als ihre Mutter.
Die Storys der ersten Staffel wurden von Esther und Richard Shapiro geschrieben. Die Rolle der verschleierten, geheimnisvollen Zeugin wurde von dem Model Maggie Wickman gespielt und hielt damit den Produzenten sämtliche Optionen für die Verpflichtung der Alexis-Darstellerin offen.

### Staffel 2
In der ersten Episode der zweiten Staffel nimmt die mysteriöse Zeugin die Brille ab und gibt sich als Blakes Ex-Frau Alexis zu erkennen. Sie belastet Blake schwer, und Krystle ist sofort angewidert von Alexis’ herablassender Art und ihren Manipulationen. Krystles Entdeckung, dass Alexis für ihre Fehlgeburt verantwortlich war, indem sie ihr Pferd mit einem Gewehrschuss zum Durchgehen gebracht hatte, macht sie zu Alexis’ unerbittlicher Nemesis. Weitere neue Figuren der Staffel sind der Psychiater Nick Toscanni, der versucht, Krystle zu verführen, während er gleichzeitig mit Fallon ins Bett geht und gegen Blake intrigiert, sowie Krystles gierige Nichte Sammy-Jo Dean, die Steven wegen seines Geldes heiratet. Im Staffelfinale sieht man Blake nach einem Streit schwerverletzt auf dem Boden liegen.
Joan Collins als Alexis wurde, zusammen mit dem „ausgezeichneten Autoren-Team“ Eileen und Robert Mason Pollock, die die Storys der Staffeln 2 bis 4 schrieben, hauptsächlich für den Erfolg der Serie verantwortlich gemacht.

### Staffeln 3 und 4
In der dritten Staffel heiratet Alexis Cecil Colby an dessen Sterbebett und übernimmt die Firma Colbyco. In der Zwischenzeit erscheint der verlorene Sohn Adam Carrington, der als Kind gekidnappt wurde, wieder in Denver. Eingeführt werden zudem Krystles Ex-Ehemann und Tennisprofi Mark Jennings und Kirby Anders, die Tochter des langjährigen Carrington-Butlers Joseph. Kirby verguckt sich in Adam, heiratet jedoch Jeff nach dessen Scheidung von Fallon. Steven war in Indonesien in eine Explosion geraten und kehrt nach einer plastischen Operation mit neuem Gesicht zurück. Alexis lockt Krystle in Stevens Hütte, wo sie beide eingeschlossen werden. Kurz darauf wird die Hütte in Brand gesteckt. Als Täter stellt sich zu Beginn der 4. Staffel der Butler Joseph heraus.
Mit wachsender Beliebtheit der Serie haben in der vierten Staffel der ehemalige US-Präsident Gerald Ford und der ehemalige US-Außenminister Henry Kissinger Gastauftritte (Episode 72). Neue Figuren sind der charmante und ambitionierte Farnsworth „Dex“ Dexter, der skrupellose Playboy Peter De Vilbis und Blakes uneheliche Halbschwester Dominique Deveraux. Die Handlung umfasst einen Sorgerechtsstreit zwischen Steven und Blake um Steven und Sammy-Jos Sohn Danny sowie eine falsche Anschuldigung wegen illegalen Waffenhandels, die von Alexis eingefädelt wurde, um Blake zu ruinieren. Im Staffelfinale verschwindet Fallon vor ihrer zweiten Hochzeit mit Jeff, und ihr Auto kollidiert in einer stürmischen Nacht anscheinend mit einem LKW. Alexis wird wegen Mordes an Mark Jennings verhaftet.

### Weitere Staffeln
In der fünften Staffel wird Alexis entlastet, und ihre geheimgehaltene Tochter Amanda Bedford erscheint in Denver. Steven hat Claudia geheiratet, verlässt sie jedoch für einen Mann, und Sammy-Jo erfährt, dass sie die Erbin eines großen Vermögens ist. Am Ende der Staffel erscheint eine amnestische Fallon, während sich der Rest der Familie in Europa auf der Hochzeit von Amanda und Prinz Michael von Moldavia befindet.
Ein bekannter Cliffhanger in der Serie ist das sogenannte „Moldavia-Massaker“ im Finale der fünften Staffel. Die Hochzeit von Amanda und Prinz Michael wird durch Terroristen unterbrochen, die einen Umsturz in Moldavia, einem fiktionalen Königreich in Europa, durchführen. Dabei wird die Kapelle von Kugeln durchsiebt und alle Hauptfiguren bleiben leblos am Boden liegen. In der Fortsetzung erfuhren die Zuschauer, dass nur zwei Nebenfiguren gestorben waren: Stevens Freund Luke Fuller und Jeffs Angebetete Lady Ashley Mitchell.
Ab der fünften Staffel kam es zu regelmäßigen Wechseln der Autorenteams. Joan Collins war während der Eröffnung der sechsten Staffel nicht zu sehen, sie befand sich in Vertragsverhandlungen über eine höhere Gage. Die erste Episode wurde umgeschrieben, um ihre Abwesenheit zu erklären. Collins’ Forderungen wurden erfüllt (angeblich 60.000 US-Dollar pro Episode) und sie kam in der zweiten Folge in die Serie zurück. Obwohl Collins’ Figur abwesend war, wurde die erste Episode in den USA die meistgesehene Folge der Serie, weil alle erfahren wollten, wer das Massaker überlebt hat.
Während der Staffel zog die Serie erhebliche Aufmerksamkeit auf sich, als Rock Hudsons HIV-Infektion nach der Liebesgeschichte der Figuren Daniel Reece und Krystle enthüllt wurde. Die Szenen erforderten, dass er Evans küsst, und vor dem Hintergrund seiner ausgebrochenen Krankheit wurde diskutiert, ob Evans in Gefahr sei.
In der sechsten Staffel erscheint eine Doppelgängerin namens Rita, die sich als Krystle ausgibt, und Alexis’ Schwester Caress wird eingeführt. Alexis findet Blakes Bruder Ben, und zusammen planen sie, Blake um sein Vermögen zu bringen. Stevens aufkeimende Beziehung zu dem verschwiegenen Bart Fallmont wird zerstört durch Adams öffentliche Bekanntmachung von Barts Homosexualität. Im Staffelfinale ist zu sehen, wie Blake Alexis würgt, während der Rest der Akteure im Hotel La Mirage in Gefahr ist, das versehentlich durch Claudia in Brand gesteckt wurde.
Während der sechsten Staffel wurde im November 1985 der Spin-off Dynasty II – The Colbys (Die Colbys – Das Imperium) gestartet. Die Schauspieler John James (Jeff) und Emma Samms (Fallon) verließen die Serie. Catherine Oxenberg (Amanda) wurde wegen überzogener Gehaltsforderungen gefeuert.
Zu Beginn der siebten Staffel stirbt Claudia in den Flammen, und Amanda wird von dem wieder aufgetauchten Michael Culhane, Blakes Chauffeur aus den ersten Staffeln, gerettet. Blake dreht im Kampf gegen Ben und Alexis den Spieß um, verliert jedoch nach einer Explosion auf einer Ölplattform seine Erinnerung. Alexis findet Blake, von dem jeder annimmt, dass er tot sei, und Alexis lässt ihn glauben, immer noch mit ihr verheiratet zu sein. Alexis’ Verhältnis zu Blake entspannt sich etwas und sie sagt ihm schließlich die Wahrheit. Krystles Tochter Krystina Carrington hat eine Herztransplantation und wird später kurzzeitig von der Mutter der Organspenderin, Sarah Curtis gekidnappt. Sammy-Jos Ehe mit Clay Fallmont zerbricht, und sie geht mit Steven ins Bett. Amanda verlässt die Stadt, und Bens Tochter Leslie Carrington taucht auf, während Adam seine Langzeitromanze Dana Waring heiratet. Im Staffelfinale kehrt ein rachsüchtiger Matthew Blaisdel zurück, und Alexis’ Wagen stürzt von einer Brücke in einen Fluss.
Während der Ausstrahlung der siebten Staffel wurde im März 1987 der Ableger Dynasty II – The Colbys wieder eingestellt. In der achten Staffel kehren Jeff und Fallon zurück, deren Ehe erneut zerbricht. Matthew nimmt die Carringtons als Geisel, in der Hoffnung, dass Krystle mit ihm durchbrennt. Steven beendet die Geiselnahme, indem er seinen alten Freund schweren Herzens ersticht. Alexis wird von dem gut aussehenden, mysteriösen Fremden Sean Rowan gerettet, den sie später heiratet. Sie ahnt nicht, dass er Josephs Sohn und Kirbys Bruder ist und auf Rache sinnt. Die Versöhnung von Steven und Sammy-Jo ist nur von kurzer Dauer, und der Wunsch nach Kindern zerstört die Ehe von Adam und Dana. Sean beginnt zu intrigieren und die Carringtons von innen heraus zu zerstören. Im Staffelfinale tötet Dex Sean im Kampf, Krystle ist verschwunden und Blake findet ihr Schlafzimmer in einem völligen Chaos vor.
In der neunten Staffel unterzieht sich die kränkelnde Krystle in der Schweiz einer Gehirnoperation und fällt dabei ins Koma. Aus The Colbys wird die Rolle der Sable als platonische Vertraute von Blake und Nemesis von Alexis in die Serie eingeführt, ebenso wie die Rolle von deren Tochter Monika. Sable und Alexis geraten aneinander, erst wegen des Geschäfts, dann wegen Dex. Die Handlung umfasst weiterhin einen Mord an einem See und ein altes Geheimnis, das die Familien Carrington, Colby und Dexter miteinander verbindet. Im Staffelfinale befinden sich Krystle (Koma), Fallon und Krystina (beide unterirdisch gefangen), Dex und Alexis (beide Sturz vom Balkon) sowie Blake (angeschossen) in tödlicher Gefahr.
Linda Evans war nur in sechs Episoden der Staffel zu sehen; so fehlte sie in der Komaszene, da sie die Serie bereits verlassen hatte. Ebenso wurde Joan Collins aus Kostengründen nur für 13 der 22 Episoden unter Vertrag genommen.

### Das Ende
Mitte der 1980er-Jahre gingen die Einschaltquoten deutlich zurück. Auch auf Seiten der Finanzen wurden die Probleme zunehmend größer, Collins und Forsythe erhielten zum Ende angeblich jeweils eine Gage von 100.000 US-Dollar pro Episode. Evans kündigte ihren Ausstieg an. Collins kündigte zusammen mit Nader ebenfalls den Ausstieg aus der Serie nach der neunten Staffel an. Im Mai 1989 setzte der neue Präsident von ABC Entertainment, Robert A. Iger, die Serie Dynasty schließlich ab.

## Rollen und Besetzung

### Casting
Der Pilotfilm wurde ursprünglich mit dem Schauspieler George Peppard (bekannt aus Frühstück bei Tiffany und Das A-Team) gedreht, der für die Rolle des Blake Carrington verpflichtet wurde. Nachdem der Film abgedreht war, zerstritt sich Peppard mit dem Produzenten Aaron Spelling und wurde aus dem Vertrag entlassen. Spelling engagierte John Forsythe, der schon der Rolle des Charlie in der Serie Drei Engel für Charlie seine Stimme gegeben hatte. Alle Szenen mit Blake Carrington mussten neu gedreht werden. John Forsythe ist der einzige Darsteller, der in allen Episoden mitgespielt hat.
Die Figur der Krystle Carrington war eigentlich nicht für Linda Evans vorgesehen. Angie Dickinson sollte die Rolle übernehmen, lehnte allerdings ab. Einige Jahre zuvor erhielt Linda Evans das Angebot für die Rolle der Pamela für die Serie Dallas, deren Arbeitstitel The Linda Evans-Project lautete.
Noch kurz vor Beendigung der ersten Staffel war nicht klar, wer die Ex-Frau Blake Carringtons spielen sollte. Für Madeline (später Alexis), wie sie laut Drehbuch heißen sollte, war eine berühmte Schauspielerin wie beispielsweise Sophia Loren vorgesehen. Doch mit allen Anwärterinnen scheiterten die Verhandlungen. Die Drehbuchautoren Esther und Richard erinnerten sich an Joan Collins und nahmen sie unter Vertrag. Ursprünglich war die Rolle der Madeline nur für sechs Folgen ausgelegt.
John James sprach eigentlich für die Rolle des schwulen Steven Carrington vor, die dann Al Corley erhielt. Er bekam die Rolle des Jeff Colby, die als Nebenrolle gedacht war. Später wurde sie größer ausgebaut und schließlich sogar zu einer der Hauptfiguren der Ablegerserie Die Colbys – Das Imperium.

### Hauptfiguren
Blake Carrington (John Forsythe)
Der Sohn von Tom und Ellen Carrington und Self-made CEO des Denver-Carrington Öl-Konzerns. Der Ehemann von Krystle Jennings und Ex-Ehemann von Alexis Morell ist zunächst ein rücksichtsloser Geschäftsmann, der sich im Laufe der Geschichte zum wohlwollenden Patriarchen entwickelt.
Krystle Grant Jennings Carrington / Rita Leslie (Linda Evans)
Die Frau von Blake Carrington und Ex-Frau des Tennis-Profis Mark Jennings. Sie hatte eine Liebesaffäre mit Matthew Blaisdel, einem verheirateten Geologen von Denver-Carrington. Krystle ist die Tante von Sammy-Jo Dean, dem einzigen Kind ihrer Schwester Iris und deren Mann Frank. Krystle verlässt die Serie inmitten der Finalstaffel (sie unterzieht sich einer komplizierten Operation und fällt ins Koma), kehrt in Dynasty: The Reunion aber zurück.
Alexis Morell Carrington Colby Dexter Rowan (Joan Collins)
Die Geschäftsfrau ist die Haupt-Antagonistin der Geschichte und Ex-Frau von Blake Carrington, Cecil Colby, Dex Dexter und Sean Rowan. Ihre Hochzeit mit Cecil Colby erfolgte an dessen Sterbebett, um die Kontrolle über den konkurrierenden Colby-Konzern zu erlangen und damit später Blake ruinieren zu können. Alexis ist die Mutter von Adam, Fallon, Steven und Amanda und hatte zahlreiche Affären, unter anderem mit dem Architekten und Gutsverwalter Roger Grimes, dem Ölmanager Rashid Ahmed, dem Schiffs-Tycoon Zach Powers, dem Tennisprofi Mark Jennings und mit König Galen von Moldavia.
Adam Alexander Carrington (Gordon Thomson)
Ältester Sohn von Blake und Alexis, der bei seiner Geburt gekidnappt wurde und in Billings, Montana als Michael Torrance aufgewachsen ist. Im Erwachsenenalter erfährt er von seiner wahren Identität und kehrt auf das Anwesen der Carringtons zurück. Er war verheiratet mit Claudia Blaisdel und Dana Wearing. Seine einzige länger anhaltende Beziehung hat er mit Kirby Anders. Als Intrigant versucht Adam stets, sich in der Hierarchie des Clans hinaufzuarbeiten.
Jeffrey „Jeff“ Colby (John James)
Neffe und Protegé von Cecil Colby und Sohn von Philip und Francesca Colby. Er wurde von Cecil aufgezogen, nachdem sein Vater gestorben war. Jeff ist der Ehemann von Fallon Carrington und war kurzzeitig verheiratet mit Kirby Anders.
Farnsworth „Dex“ Dexter (Michael Nader)
Dritter Ehemann von Alexis und ihre zweite große Liebe nach Blake. Dex hatte eine kurze Affäre mit Alexis’ Tochter Amanda Carrington, die die Beziehung zwischen Mutter und Tochter schwer belastete und schließlich zur Scheidung führte.
Steven Daniel Carrington (Al Corley, Jack Coleman)
Der dritte Sohn von Blake und Alexis. Steven ist zunächst in seiner sexuellen Orientierung verwirrt. Während seines Studiums hatte Steven eine Affäre mit seinem Freund, dem Anwalt Chris Deegan. Später hat er eine Affäre mit Ted Dinard, der in einer Handgreiflichkeit versehentlich von Stevens Vater Blake getötet wird. Danach ist er jedoch zunächst mit Sammy-Jo Dean, mit der er den gemeinsamen Sohn Danny hat, und später mit Claudia Blaisdel verheiratet. Doch die Ehen scheitern und Steven muss sich eingestehen, dass er homosexuell ist, was mittlerweile auch von seinem Vater Blake akzeptiert wird. Es folgen Beziehungen zu seinem Arbeitskollegen Luke Fuller, der bei einem Anschlag getötet wird und später zum Politiker Bart Fallmont. Die Rollenbesetzung wechselte in der Serie und das veränderte Aussehen wurde damit erklärt, dass sich Steven nach der Explosion auf einer Öl-Plattform einer Gesichtsoperation unterziehen musste.
Samantha Josephine „Sammy-Jo“ Dean Reece Carrington Fallmont (Heather Locklear)
Gierige und unruhestiftende, jedoch schöne Nichte von Krystle Carrington, Ex-Frau von Steven Carrington und Clay Fallmont und Mutter von Danny Carrington. Es stellt sich später heraus, dass sie die Tochter von Daniel Reece ist.
Fallon Carrington Colby (Pamela Sue Martin, Emma Samms)
Die älteste Tochter von Blake und Alexis und Ehefrau von Jeff Colby. Sie  ist die Mutter von Blake (L.B.) Carrington Colby and Lauren Constance Colby. Als junge Frau war Fallon sehr ungezwungen und hatte zahlreiche Affären, unter anderem mit dem Chauffeur Michael Culhane, dem Playboy Peter De Vilbis, dem Tennisprofi Mark Jennings und dem Arzt Nick Toscanni. Sie beerbt Miles Colby, mit dem sie kurz verheiratet war.
Amanda Bedford Carrington, Prinzessin von Moldawien (Catherine Oxenberg, Karen Cellini)
Zweite Tochter von Blake und Alexis, die in London als Amanda Bedford bei Alexis’ Cousine Rosalind Bedford aufgewachsen ist. Sie wurde von Alexis vor Blake verheimlicht, da Alexis schwanger wurde, kurz nachdem sie sich von Blake getrennt hatte. Amanda war verheiratet mit Prinz Michael von Moldawien, Dex Dexter, Clay Fallmont und dem Chauffeur Michael Culhane.
Claudia Blaisdel (Pamela Bellwood)
Zunächst Ehefrau von Matthew Blaisdel, einem Geologen bei Denver-Carrington und gute Freundin von Blakes Sohn Steven. Als ihr Mann und ihre Tochter spurlos verschwinden, treten bei ihr psychische Probleme auf. Später ist sie sowohl mit Steven Carrington als auch mit Adam Carrington verheiratet.
Dominique Devereaux (Diahann Carroll)
Die Sängerin und Nachtclub-Besitzerin Dominique Devereaux ist die Halbschwester von Blake Carrington, was dieser zunächst nicht anerkennen will. Als er sie schließlich akzeptiert, wird sie zu seiner Verbündeten im Kampf gegen seine Exfrau Alexis.

### Übersicht
Die deutschen Synchronarbeiten fanden bei der Arena Synchron statt, einige Folgen wurden bei der Deutschen Synchron vertont. Michael Erdmann und Ivar Combrinck schrieben die Dialogbücher und führten die Dialogregie.
| Schauspieler         | Figur                      | Episoden | Jahre           | Synchronsprecher                                |
| -------------------- | -------------------------- | -------- | --------------- | ----------------------------------------------- |
| John Forsythe        | Blake Carrington           | 217      | 1981–1989, 1991 | Hans-Werner Bussinger                           |
| Linda Evans          | Krystle Carrington         | 209      | 1981–1989, 1991 | Gisela Fritsch                                  |
| Joan Collins         | Alexis Carrington Colby    | 194      | 1981–1989, 1991 | Ursula Heyer                                    |
| Gordon Thomson       | Adam Carrington            | 182      | 1982–1989       | Manfred Tümmler                                 |
| John James           | Jeff Colby                 | 168      | 1981–1989, 1991 | Ulrich Gressieker (1-9) Thomas Petruo (Reunion) |
| Michael Nader        | Dex Dexter                 | 151      | 1983–1989       | Detlef Bierstedt                                |
| Jack Coleman         | Steven Carrington          | 148      | 1982–1988       | Torsten Sense                                   |
| Al Corley            | Steven Carrington          | 35       | 1981–1982, 1991 | Torsten Sense                                   |
| Heather Locklear     | Sammy-Jo Dean Carrington   | 127      | 1981–1989, 1991 | Janina Richter                                  |
| Pamela Bellwood      | Claudia Blaisdel           | 119      | 1981–1986       | Liane Rudolph                                   |
| Pamela Sue Martin    | Fallon Carrington Colby    | 86       | 1981–1984       | Rebecca Völz (1-3) Daniela Strietzel (4)        |
| Emma Samms           | Fallon Carrington Colby    | 56       | 1985–1989, 1991 | Katja Nottke                                    |
| Diahann Carroll      | Dominique Devereaux        | 71       | 1984–1987       | Monica Bielenstein                              |
| Lee Bergere          | Joseph Anders              | 56       | 1981–1983       | Dieter Ranspach                                 |
| Catherine Oxenberg   | Amanda Bedford Carrington  | 53       | 1984–1986       | Judith Brandt                                   |
| Karen Cellini        | Amanda Bedford Carrington  | 13       | 1986–1987       | Hansi Jochmann                                  |
| Kathleen Beller      | Kirby Anders Carrington    | 45       | 1982–1984, 1991 | Evelyn Maron                                    |
| Geoffrey Scott       | Mark Jennings              | 45       | 1982–1985       | Ortwin Speer                                    |
| Leann Hunley         | Dana Wearing Carrington    | 45       | 1986–1988       | Alexandra Lange                                 |
| Terri Garber         | Leslie Saunders Carrington | 36       | 1987–1988       | Karin Grüger                                    |
| Christopher Cazenove | Ben Carrington             | 35       | 1986–1987       | Norbert Gescher                                 |
| Ted McGinley         | Clay Fallmont              | 34       | 1986–1987       | Udo Schenk                                      |
| Wayne Northrop       | Michael Culhane            | 34       | 1981–1987       | Norbert Gescher                                 |
| Michael Praed        | Prinz Michael von Moldavia | 28       | 1985–1986       | Klaus-Peter Grap                                |
| Lloyd Bochner        | Cecil Colby                | 27       | 1981–1982       | Joachim Kerzel                                  |
| Peter Mark Richman   | Andrew Laird               | 27       | 1981–1984       | Friedrich Georg Beckhaus                        |
| Stephanie Beacham    | Sable Colby                | 22       | 1985–1989       | Almut Eggert Renate Danz                        |
| James Healey         | Sean Rowan                 | 22       | 1987–1988       | Engelbert von Nordhausen                        |
| Deborah Adair        | Tracy Kendall              | 21       | 1983–1984       | Traudel Haas                                    |
| James Farentino      | Dr. Nicholas Toscanni      | 20       | 1981–1982       | Helmut Gauß                                     |
| Billy Campbell       | Luke Fuller                | 20       | 1984–1985       | Stefan Gossler                                  |
| Kate O’Mara          | Cassandra „Caress“ Morell  | 19       | 1986            | Marianne Lutz                                   |
| Bo Hopkins           | Matthew Blaisdel           | 16       | 1981–1987       | Uwe Paulsen                                     |
| Troy Beyer           | Jackie Deveraux            | 16       | 1986–1987       | Maud Ackermann                                  |
| George Hamilton      | Joel Abrigore              | 15       | 1985–1986       | Thomas Danneberg                                |
| Ken Howard           | Garrett Boydston           | 13       | 1985–1986       | Kurt Goldstein                                  |
| Ali MacGraw          | Lady Ashley Mitchell       | 13       | 1985            | Anita Lochner                                   |
| Katy Kurtzman        | Lindsay Blaisdel           | 13       | 1981            | Katrin Fröhlich                                 |
| Dale Robertson       | Walter Lankershim          | 13       | 1981            | Heinz Theo Branding                             |
| Tracy Scoggins       | Monica Colby               | 9        | 1985–1989       | Sabine Thiesler                                 |
| Helmut Berger        | Peter De Vilbis            | 9        | 1983–1984       | Erwin Schastok                                  |
| Rock Hudson          | Daniel Reece               | 9        | 1984–1985       | Gert Günther Hoffmann                           |
| Cassie Yates         | Sarah Curtis               | 9        | 1987            |                                                 |
| Maxwell Caulfield    | Miles Colby                | 8        | 1985–1986       | Benjamin Völz                                   |
| Kevin Conroy         | Bart Fallmont              | 8        | 1985–1986       | Hubertus Bengsch                                |
| Billy Dee Williams   | Brady Lloyd                | 5        | 1984–1985       | Helmut Krauss                                   |
| Charlton Heston      | Jason Colby                | 3        | 1985            | Heinz Drache                                    |
| Barbara Stanwyck     | Constance Colby Patterson  | 3        | 1985            | Elisabeth Ried                                  |
| Ricardo Montalbán    | Zach Powers                | 2        | 1986            | Jürgen Thormann                                 |

## Filme im Denver-Clan Universum

### Die Colbys – Das Imperium (1985–1987)
1985 bis 1987 wurde mit „Dynasty II – The Colbys“ (Die Colbys – Das Imperium) eine kurzlebige Ablegerserie (Spin-off) produziert, in der die Hollywood-Stars Charlton Heston, Katharine Ross, Stephanie Beacham und Barbara Stanwyck die Hauptrollen übernahmen. Einige, zum Ende hin absurde Handlungsstränge der Hauptserie Dynasty wurden hier noch übertroffen, als Fallon von Außerirdischen entführt wurde. Nach 49 Episoden wurde die Serie eingestellt und einige Akteure tauchten bei Dynasty (wieder) auf.

### Denver – Die Entscheidung (1991)
Da in der letzten Folge der Hauptserie viele Handlungsstränge nicht aufgelöst und zu Ende erzählt wurden (zum Beispiel Alexis’ Sturz vom Hotel-Balkon, Blake angeschossen auf der Treppe seines Hauses, Fallon und Krystina verschüttet in einem Bergwerksstollen und Krystle im Koma) entschloss sich Aaron Spelling, im Jahr 1991 noch einen zweiteiligen Abschlussfilm namens Dynasty – The Reunion (in Deutschland: Denver – Die Entscheidung) zu drehen. In diesem Fernsehfilm wurden einige Schauspieler wie beispielsweise Jack Coleman ausgetauscht: Er wurde durch den ersten Steven-Darsteller Al Corley ersetzt. Gordon Thomson, der Darsteller des Adam, wurde durch Robin Sachs ersetzt, da Thomson vertraglich an die Serie California Clan gebunden war. Auf viele andere Figuren der Serie wurde in diesem Film nicht mehr eingegangen und nicht mehr angedeutet, was aus ihnen geworden ist. Das gilt zum Beispiel für Amanda Carrington, die in der 7. Staffel plötzlich verschwand oder Sable Colby, die noch in der letzten Staffel ein Kind von Dex Dexter erwartet hatte.

### Dynasty: The Making of a Guilty Pleasure (2004)
Im Jahr 2004 entstand in Australien der Fernsehfilm Dynasty: The Making of a Guilty Pleasure, in dem Erfolg und Fall dieser Serie aufgegriffen und „hinter die Kulissen“ geschaut wurde. Mit Schauspielern, die den Dynasty-Darstellern und Serien-Machern ähnlich sahen, viel Ironie, aber auch der Darstellung tatsächlicher Begebenheiten wurde dem Zuschauer vermittelt, was bei Dynasty neun Jahre lang vor und hinter der Kamera passierte. Der Film erschien in einigen Ländern unter dem Alternativtitel Dynasty: Guilty and Pleasure auf DVD.

### Prequel (geplant 2011)
Im Januar 2011 wurde angekündigt, dass Richard und Esther Shapiro die Saga der Carringtons auf die große Leinwand bringen wollen und bereits ein Drehbuch schreiben. Die Geschichte sei als Prequel zur Serie angelegt: Der Film soll von dem jungen Blake Carrington erzählen, der in den frühen 1960er-Jahren entdeckt, dass er der Erbe eines Firmenimperiums ist. Auf einmal steht er an der Spitze des Unternehmens und ist von Leuten umgeben, die gegen ihn intrigieren und ihm die Firma streitig machen wollen.

## Dokumentationen

### Denver-Clan ohne Maske (1993)
Aufgrund des großen Hypes um die Serie auch in Deutschland produzierte das NDR Fernsehen (damals noch unter dem Namen N3) eine mehrteilige Reportage unter der Regie von Horst Königstein, in der dieser mit dem ehemaligen Darsteller Al Corley im Herbst 1992 zu einigen seiner ehemaligen Serien-Kollegen reist und sie über die gemeinsame Zeit bei den Dreharbeiten interviewt. Die insgesamt dreistündige Reportage war erstmals 1993 als zwei 90-Minüter zu sehen. Danach wurde sie nochmal 1995 und 1997 in sechs Teilen zu jeweils 30 Minuten ausgestrahlt. Nachdem die Sendung danach über 20 Jahre nicht mehr ausgestrahlt wurde, wurde sie von Mai bis Juni 2019 im ARD-Spartensender One im Rahmen der Reihe Fernsehschätze wiederholt.

### Dynasty Reunion: Catfights & Caviar (2006)
Am 23. April 2006 wurde aus Anlass des 25. Jubiläums und im Auftrag von CBS, in der Filoli Mansion (dem Carrington-Haus aus dem Vorspann der Serie) die Dynasty Reunion Show: Catfights & Caviar gedreht, zu der sich viele der damaligen Darsteller (John Forsythe, Joan Collins, Linda Evans, Catherine Oxenberg, Pamela Sue Martin, Al Corley, Gordon Thomson) trafen, um in Erinnerungen zu schwelgen. In Einspielfilmen werden Ausschnitte und Szenen der Serie gezeigt. Kommentare der ehemaligen Darsteller Emma Samms, Pamela Bellwood und Jack Coleman sowie der Drehbuchautoren Esther und Richard Shapiro werden eingeblendet. Darsteller wie John James, Michael Nader und Heather Locklear lehnten eine Teilnahme an der Show ab, obwohl sie durch die Serie weltbekannt wurden; auch Diahann Carroll erschien nicht.

## Veröffentlichungen und Vermarktung

### Fernsehen
Die Erstausstrahlung erfolgte im amerikanischen Fernsehen am 12. Januar 1981 auf ABC und im deutschsprachigen Fernsehen am 24. April 1983 auf ZDF und FS2 (heute ORF 2). Der Pilotfilm Oil (deutsch: Kopf oder Adler) hatte eine Länge von 135 Minuten. In einigen der späteren Ausstrahlungen erfolgte die Auftrennung in drei separate Episoden (Oil 1-3 bzw. Kopf oder Adler 1-3).
Weitere Ausstrahlungen der Serie im deutschsprachigen Fernsehen (nicht abschließend):
- PRO 7: 27. Februar 1994–10. Januar 1995
- Premiere: 1. Mai 2002–28. Februar 2003
- 9 Live: 24. Juni 2002–25. April 2003
- Kabel 1: 5. Januar 2004–12. November 2004

In den Jahren 2012 und 2013 lief die Serie bei Anixe und Passion.

### DVD
Im April 2005 erschien bei 20th Century Fox die erste Staffel erstmals auf DVD (für den amerikanischen und kanadischen Markt). Seit November 2006 liegen die Rechte bei Paramount. Die Veröffentlichung der zweiten Staffel erfolgte erst am 14. August 2007. Am selben Tag erschien ein Box-Set mit den Staffeln 1 und 2 durch Paramount. Auf den DVD-Sets befinden sich neben den Episoden auch ein Familienstammbaum und Charakterbeschreibungen einzelner Serienfiguren. Die dritte Staffel wurde in Volume 1 und 2 aufgeteilt. Season 3, Volume 1 erschien am 17. Juni 2008 in den USA, Volume 2 folgte am 21. Oktober 2008.
In Deutschland wurde die erste Staffel von Der Denver-Clan am 3. Juli 2008 von Paramount Home Entertainment veröffentlicht. Die zweite Season erschien am 5. März 2009. Anders als in den USA erschienen weitere Staffeln in Deutschland als komplette Box-Sets (Staffel 3 am 5. September 2009, Staffel 4 am 3. Dezember 2009, Staffel 5 am 8. Juli 2010 und Staffel 6 am 9. Dezember 2010), die teilweise bereits vergriffen sind. Am 6. Oktober 2011 werden zwölf neue Box-Sets veröffentlicht, die jeweils eine Hälfte der bisher veröffentlichten ersten sechs Staffeln enthalten.
Mit der DVD-Veröffentlichung waren die kompletten Folgen erstmals in der Original-Länge in Deutschland zu sehen. In den 1980er-Jahren hatte das ZDF vor der Fernseh-Erstausstrahlung etliche Folgen leicht kürzen lassen, damit sie zeitlich ins Programmschema passten. Für die Ausstrahlung jeden Mittwoch um 21 Uhr mit dem anschließenden Beginn vom heute-journal hatte der Sender nur 45 Minuten Zeit. Waren die Folgen des Denver-Clans zu lang, wurde die Schere angesetzt. Betroffen waren nicht nur dialogfreie Schwarzbilder oder Landschaftsaufnahmen, sondern gelegentlich auch ganze Szenen oder zumindest Sequenzen davon. Da die Kürzung bereits vor der Synchronisation geschah, gibt es demzufolge für einige Dialoge keine deutsche Tonspur. Besonders in Kundenrezensionen von Online-Shops wurde oft bemängelt, dass die DVDs fehlerhaft wären und der Ton vereinzelt zwischen deutscher und englischer Spur hin- und herwechseln würde. Tatsächlich aber wurden die Folgen an allen Stellen ohne Synchronisation lediglich um das englische Original mit deutschen Untertiteln „erweitert“.

### Bücher zur Serie
1984 erschien in den USA das Buch zur Serie Dynasty – The Authorized Biography of the Carringtons, mit zahlreichen Fotos und Kapiteln über alle Darsteller, die Familien und die beiden Unternehmen ColbyCo und Denver-Carrington, mit einem Vorwort von Esther Shapiro.
2005 erschien das Buch Glamour, Greed & Glory: Dynasty von Judith A. Moose mit Fakten, Fotos und Episodenführer. Die Autorin recherchierte bei Spelling Entertainment, der Produktionsfirma von Aaron Spelling und konnte dadurch viele Spekulationen über die Serie und deren Verlauf aufdecken. Sie beantwortet in ihrem Buch viele vorher unbeantwortete Fragen der Fans von Dynasty. Außerdem erfuhr sie die Zweitnamen einiger Serienfiguren, die niemals in der Serie erwähnt wurden, zum Beispiel Alexis Marissa, Amanda Kimberly, Blake Alexander, Claudia Mary oder Fallon Marissa.

### Merchandising
Die Kreationen des Kostümdesigners der Serie, Nolan Miller, wurden so gefragt, dass eine eigene Kollektion für Frauenbekleidung entworfen wurde: Die "Dynasty-Collection, eine Serie von haute-couture-Entwürfen, basierend auf Kleidern, die von Joan Collins, Linda Evans und Diahann Carroll getragen wurden. In The Soap Opera Encyclopedia wird dazu vermerkt, "um den Erfolg zu monetarisieren, gibt die Show eine Modelinie für Männer heraus, Dynasty Bettlaken und Badetücher, 'Forever Krystle' Parfüm, Puppen und – immer in Anlehnung an das nichts-ist-heilig-Prinzip der Show – sogar Auslegeware und Strumpfhosen."

## Rezeption

### Kritik
„‚Denver‘ machte Reichtum sichtbar in schrillem US-Barock. ‚Dallas‘ zeigte Kapitalismus, wie er heute ist. Geld ist Kontoauszug und Kreditkarte, nicht Schloß und Schein. In ‚Dallas‘ werden Geschäfte gemacht, in ‚Denver‘ nur Erbteile hin und her geschoben. Der Gipfel der Gestrigkeit war aber die Idee, die Tochter des Konzernchefs Blake Carrington […] ein Verhältnis mit ihrem Chauffeur haben zu lassen. Pfui Deibel! 19. Jahrhundert!“

### Auszeichnungen (Auswahl)
- 1982: Golden Globe Award in der Kategorie Best Performance by an Actress in a TV-Series für Linda Evans
- 1983: Golden Globe Award in der Kategorie Best Performance by an Actor in a TV-Series für John Forsythe
- 1983: Golden Globe Award in der Kategorie Best Performance by an Actress in a TV-Series für Joan Collins
- 1984: Golden Globe Award in der Kategorie Best Performance by an Actor in a TV-Series für John Forsythe
- 1984: Primetime Emmy Award in der Kategorie Outstanding Costume Design for a Series
- 1984: Soap Opera Digest Award u. a. in den Kategorien Outstanding Prime Time Soap Opera und Outstanding Villainess in a Prime Time Soap Opera
- 1984: Bambi Award in der Kategorie TV Series International für Pamela Sue Martin
- 1986: Bambi Award in der Kategorie TV Series International für Catherine Oxenberg
- 1986: People’s Choice Award in der Kategorie Favorite TV Dramatic Program
- 1999: Goldene Kamera Millennium Award für Joan Collins (Kultstar des letzten Jahrhunderts)[18]